# شارلوت فايل ألن
شارلوت فايل ألن (بالإنجليزية: Charlotte Vale Allen)‏ (19 يناير 1941، تورونتو في كندا)؛ روائية كندية.